# 馬德里 (紐約州普查規定居民點)
馬德里（英語：Madrid）是位於美國紐約州聖羅倫斯縣的普查規定居民點。

## 人口
根據2020年美國人口普查的數據，馬德里的面積為10.00平方千米，當中陸地面積為9.65平方千米，而水域面積為0.35平方千米。當地共有人口736人，而人口密度為每平方千米73.6人。